# Cupaniopsis anacardioides
Cupaniopsis anacardioides là một loài thực vật có hoa trong họ Bồ hòn. Loài này được (A.Rich.) Radlk. mô tả khoa học đầu tiên năm 1879.

## Hình ảnh

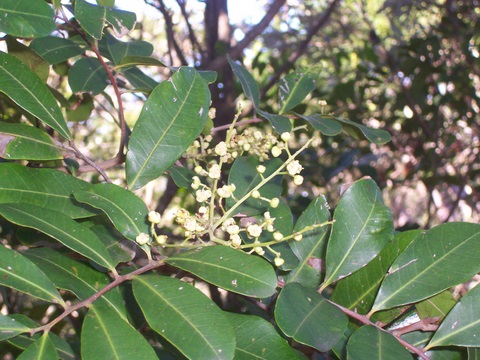
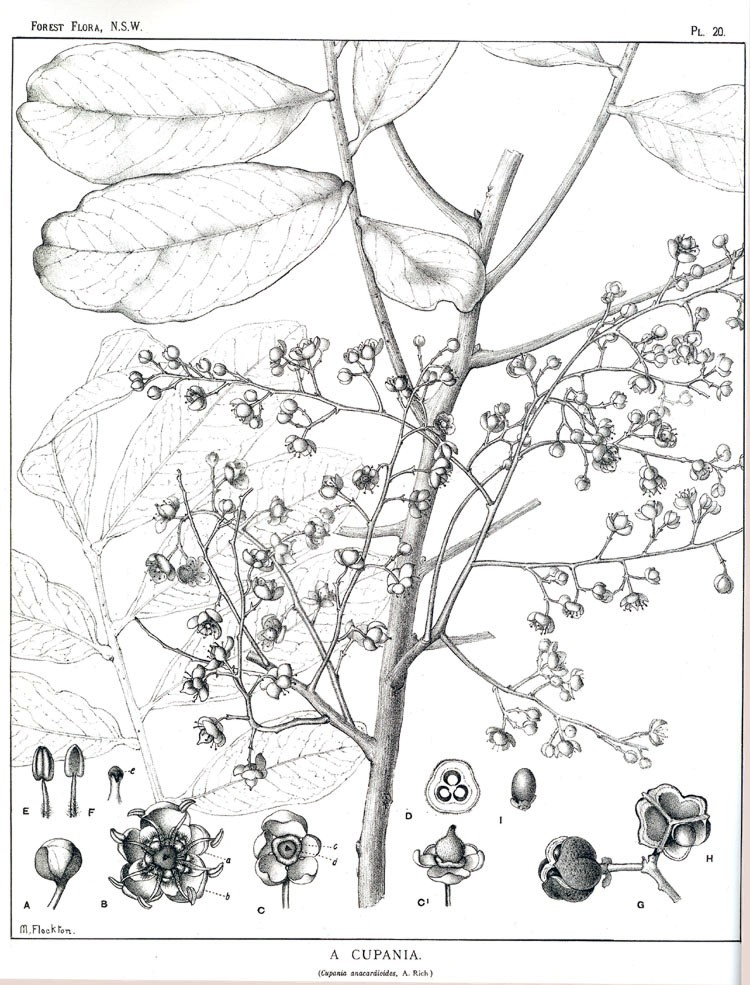